# Wilhelm Kühnelt
Wilhelm Kühnelt (* 28. Juni 1905 in Linz; † 5. April 1988 in Wien) war ein österreichischer  Entomologe, Ökologe und Umweltschützer.

## Jugend
Sein Vater war Verwaltungsjurist, seine Mutter entstammte einem Forsthause. Schon als Volksschüler zeigte Wilhelm Kühnelt starkes Interesse an Naturdingen und Erscheinungen der Lebewelt und begann zu „sammeln“, z. B. in den Donauauen oder (in der Sommerfrische Fossilien) bei Hieflau. Im humanistischen Gymnasium empfand er den naturkundlichen Unterricht als ziemlich unterrepräsentiert und widmete sich mit Freunden bald „in Eigenregie“ chemischen Experimenten.
Im Herbst 1923 ließ er sich auf Wunsch des Vaters an der Juridischen Fakultät der Wiener Universität inskribieren, hörte aber schon damals wenigstens eine Zoologie-Vorlesung von Otto Wettstein (Herpetologe). 1924 willigte der Vater ins naturwissenschaftliche Studium des Sohnes ein – unter der notwendigen Bedingung, dass dieser selbst zu seinem Lebensunterhalt beitrage, was K. durch Bibliotheksarbeit u. Ä. auch gelang. Er konzentrierte sich auf Übungen und Praktika, weil Vorlesungen ja z. T. durch Literatur-Studium ersetzbar waren (Vorlesungen des Paläobiologen Othenio Abel (1875–1946) ließ er sich freilich nicht entgehen). Aber auch das damalige Zoologie-Studium war wieder durch weitgehenden Mangel an Physiologie für K. unbefriedigend, so dass er manche Untersuchungen nur bei den Medizinern durchführen konnte – besonders den zu seiner Dissertation, in der es speziell um die Epicuticula des Insekten-Panzers ging.- Seine Prüfer waren Jan Versluys (Wirbeltiermorphologe, 1873–1939) und Theodor Pintner (Parasitologe, 1857–1942), als „Doktorvater“ kommt aber eher Franz Werner (1867–1939) in Betracht, den man schon als frühen Ökologen bezeichnen darf.
Am 12. Juni 1927 wurde Wilhelm Kühnelt promoviert. Zunächst arbeitete er danach als Volontär an der Entomologischen Abteilung des Wiener Naturhistorischen Museums, dann begann er an zwei Mittelschulen zu unterrichten (das „Lehramt“ hatte er ja auch gemacht) – aber im Frühjahr 1929 wurde er (wohl auf Betreiben Werners) als Hilfskraft ans 1. Zoologische Institut der Universität Wien zurückgeholt.

## Akademische Laufbahn
Kühnelt beschäftigte sich zunächst morphologisch (Tridacna) und physio-ökologisch mit marinen Muscheln (Habilitationsschrift über Bohrmuscheln, Pholas; Venia vom 29. April 1934), aber zunehmend natürlich auch ökologisch mit Arthropoden (z. B. Tausendfüßern). Seine ersten Vorlesungen galten den Schnecken und den Myriapoden Österreichs.- Im Sommer unternahm er immer wieder, oft mit Kollegen oder Gruppen von Interessenten, Forschungsfahrten hauptsächlich nach Südosteuropa und in die Mittelmeerländer. Aber auch nach Lunz kam er alljährlich (oft mehrmals) – in erster Linie als Mitarbeiter des hier initiierten Mikroklima-Projekts (s. Biologische Station Lunz). Daraus ergab sich ein weiterer Forschungsschwerpunkt: die Bodenbiologie.- 1942 wurde er zum außerplanmäßigen Professor ernannt.
Im Juni 1942 heiratete Kühnelt Gertraud Kitzler, die erste Doktorandin von Konrad Lorenz (über Lacerta). Diese Zeit war höchst ertragreich – Kühnelt publizierte in rascher Folge drei richtungsweisende Artikel (über die Lebensformen, über den ökologischen „Stellenplan“ und, 1943, über die Leitformen-Methodik); aber dann „erforderte es die Kriegslage“, dass er an die West-Front (zur Flieger-Abwehr) einberufen wurde (9. Sept. 1943).- Knapp drei Wochen nach Beginn der alliierten Invasion geriet er bei Cherbourg in Gefangenschaft, wurde über England nach den USA verfrachtet – und begann auf der langwierigen Überfahrt die „Bodenbiologie“ zu schreiben (die 1950 erschien; zwei Neuaufl., mehrere Übersetzungen). In Texas hatte er Gelegenheit zu weiteren edaphologischen Untersuchungen und lernte dort auch das eben in Erprobung befindliche DDT kennen, das wegen seiner „Ungiftigkeit“ großartige Erwartungen nährte, von ihm aber bald skeptisch zu beurteilen war.
Im August 1946, zurück in Wien, adoptierte er zwei Nachbarskinder (Lore und Walter), deren Vater mit seiner Familie das Kriegsende nicht hatte überleben wollen. Er kehrte in den Lehrbetrieb zurück, folgte aber 1949 einer Berufung nach Graz, wo er alsbald eine sehr effiziente Arbeitsgruppe aufbaute. Dennoch war er ehrgeizig genug, 1952 einem Ruf zurück an die Universität Wien zu folgen, und über zwanzig Jahre repräsentierte nun das „Zwiegespann“ Marinelli-Kühnelt – in all seiner Gegensätzlichkeit – weitgehend die „Wiener Zoologie“. Die sommerlichen Forschungsfahrten wurden wieder aufgenommen, und auch Lunz war oft das Ziel, z. B. beim „Landbiologischen Kurs“ (jeden zweiten Herbst). Die Arbeit am Kleinklimastationen-Projekt konnte nicht fortgeführt werden, weil die Meteorologen nicht mehr kooperierten – ihnen erschien die Methodik nun nicht mehr „exakt genug“, was aber zur Folge hatte, dass auch alles bisher Erhobene nicht mehr ausgewertet werden konnte. Kühnelt hat wiederholt versucht, das ökologisch so vielversprechende Projekt doch noch wiederzubeleben, damit nicht Dutzende „Mann-Jahre“ an Datenerhebung vertan wären, jedoch vergeblich. - Ab 1955 war er Korrespondierendes, ab 1956 Wirkliches Mitglied der ÖAW und dort u. a. Leiter des Kuratoriums für die Biologische Station Lunz oder der Kommission für die Herausgabe des Catalogus faunae Austriae.
1964 verbrachte er mehrere Wochen in der Wüste Namib, nicht zuletzt um der Tenebrionidae willen, die wegen ihrer ökologischen Spezialisierungen eine seiner Lieblings-Tiergruppen waren. Aber auch Orthopteren, Carabidae und Chrysomelidae hatten es ihm „angetan“ (in Lunz und auch etwa im Gebiet des Neusiedler Sees). Von allen ihn interessierenden Gruppen hatte er bemerkenswerte Sammlungen angelegt, so dass seine Wohnung (in der Märzstraße) langsam „eng“ wurde.- 1965 brachte er endlich sein Ökologie-Lehrbuch heraus, das in gedrängter Form einen Überblick über die Vielfalt ökologischer Fragestellungen bietet, ohne näher auf die heute beliebte Mathematisierung einzugehen. (Eine zweite Auflage erschien 1970 und es gibt eine Übersetzung ins Französische.)- Er verfügte über ein phänomenales Gedächtnis – nicht nur was Arten betraf, sondern auch seine Studenten (und deren 'Mitarbeit'). Ferner ist zu erwähnen, dass er stets Kontakte zu „Dilettanten“ hielt und manche für ein Universitäts-Studium gewinnen konnte – hierher zählt selbst ein Hans Hass.
Nach seiner Emeritierung (1976) leitete er noch eine Weile ein Stadtökologie-Projekt und wandte sich auch biologischen Grenzgebieten (z. B. „außersinnlicher Wahrnehmung“ bei Tieren) zu. Auf im Vorlesungsverzeichnis bis in die frühen Achtzigerjahre angekündigten Exkursionen pflegte Kühnelt noch immer den Teilnehmern „vorn davonzulaufen“ – knochig-drahtig wie er war, stets unauffällig, aber zweckmäßig gekleidet und ausgerüstet – „ohne das geringste Zugeständnis an die jeweilige Mode“ (Friedrich Schaller).

## Wegbereiter des Umweltschutzes
Einer breiteren Öffentlichkeit wurde der sonst so publikumsscheue Kühnelt schlagartig 1969 bekannt, als er – fast cabarethaft – mit der Limnologin Gertrud Pleskot (1913–1978) gemeinsam gegen „Atom-Gefahren“ und Umweltzerstörung auftrat. Die „Lachnummer“ wurde aber bald von vielen als durchaus ernst zu nehmen begriffen – in einem noch fortschrittsoptimistischen Umfeld etwas Erstaunliches. z. B. musste Kühnelt erst in längerem Gespräch Freund Konrad Lorenz von der Unverträglichkeit der „Kernkraft“ mit der Biosphäre überzeugen. Dabei war Kühnelt in der Beurteilung der Politik als der „Kunst des Möglichen“ sehr moderat – er beteiligte sich z. B. 1984 nicht an der „Hainburg-Bewegung“, weil er meinte, der Energie-Verbrauchszuwachs sei vorerst unverzichtbar. 
Mit dem Alter machte ihm im Winter zunehmend Bronchitis zu schaffen, die Anfang April 1988 zu Herzversagen führte.

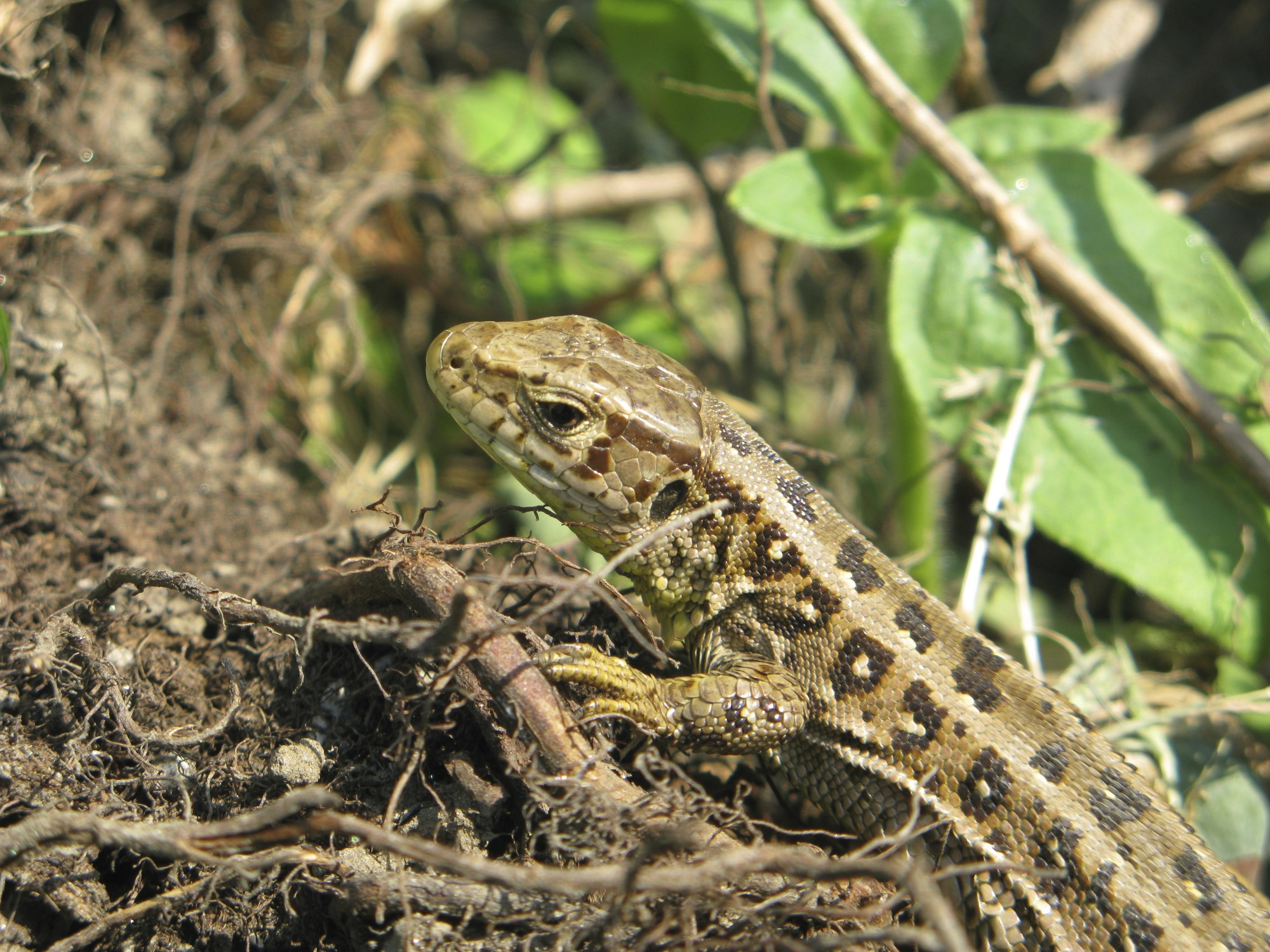
Ende der 1930er Jahre beschaffte K. seiner künftigen Gemahlin Zauneidechsen für deren Dissertation (Paarungsverhalten, 1942) bei Konrad Lorenz.
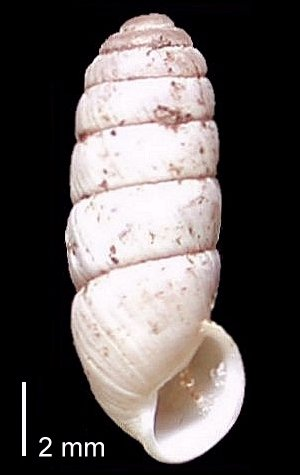
Die psychrophile alpine Helicide Cylindrus obtusus, eines von Kühnelts „Lieblingstieren“ in Lunz (Publ.: 1937).
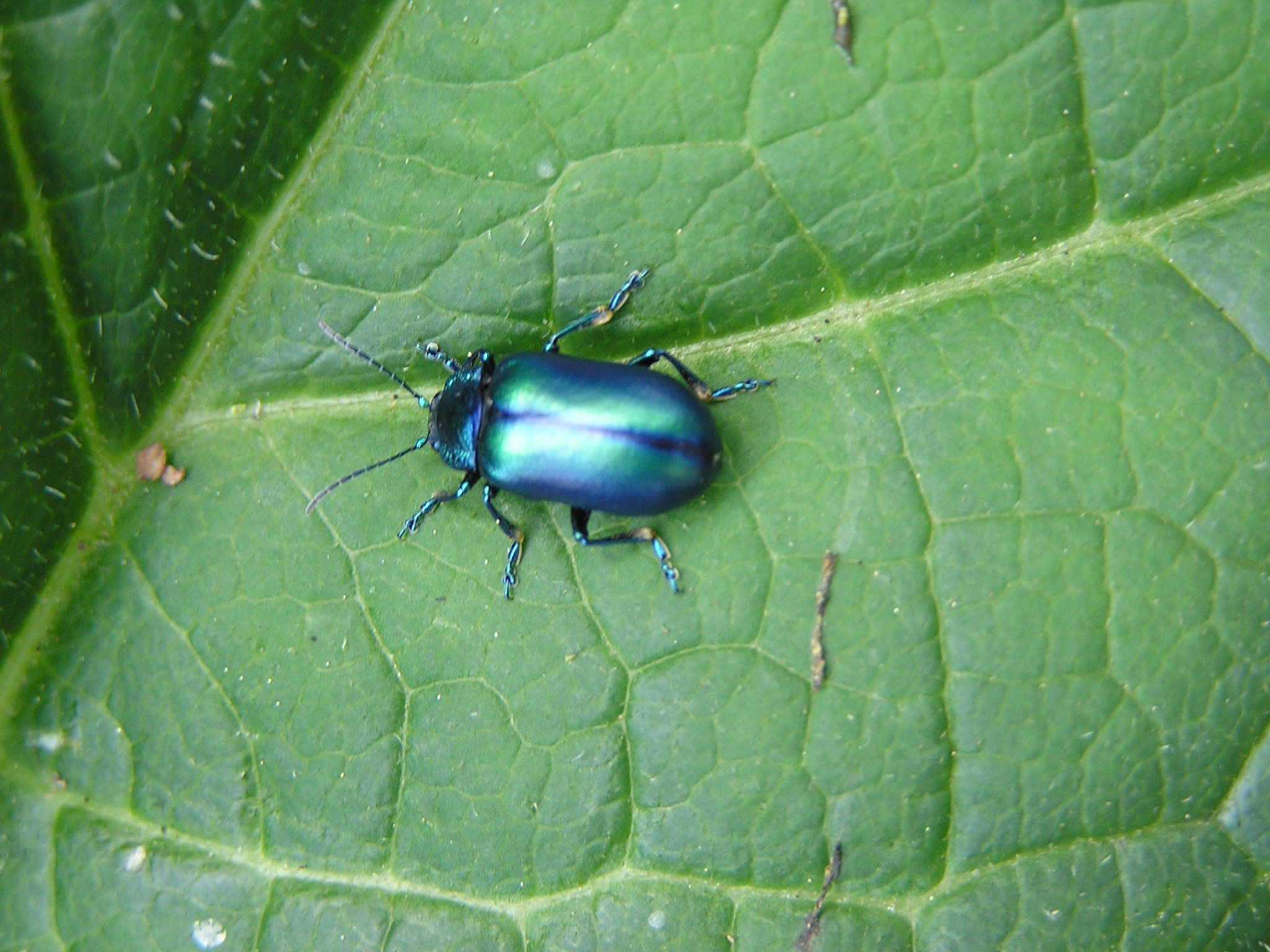
Die Gattung Oreina wurde von K. 1984 neben anderen Chrysomelinae (unter Chrysochloa) revidiert.
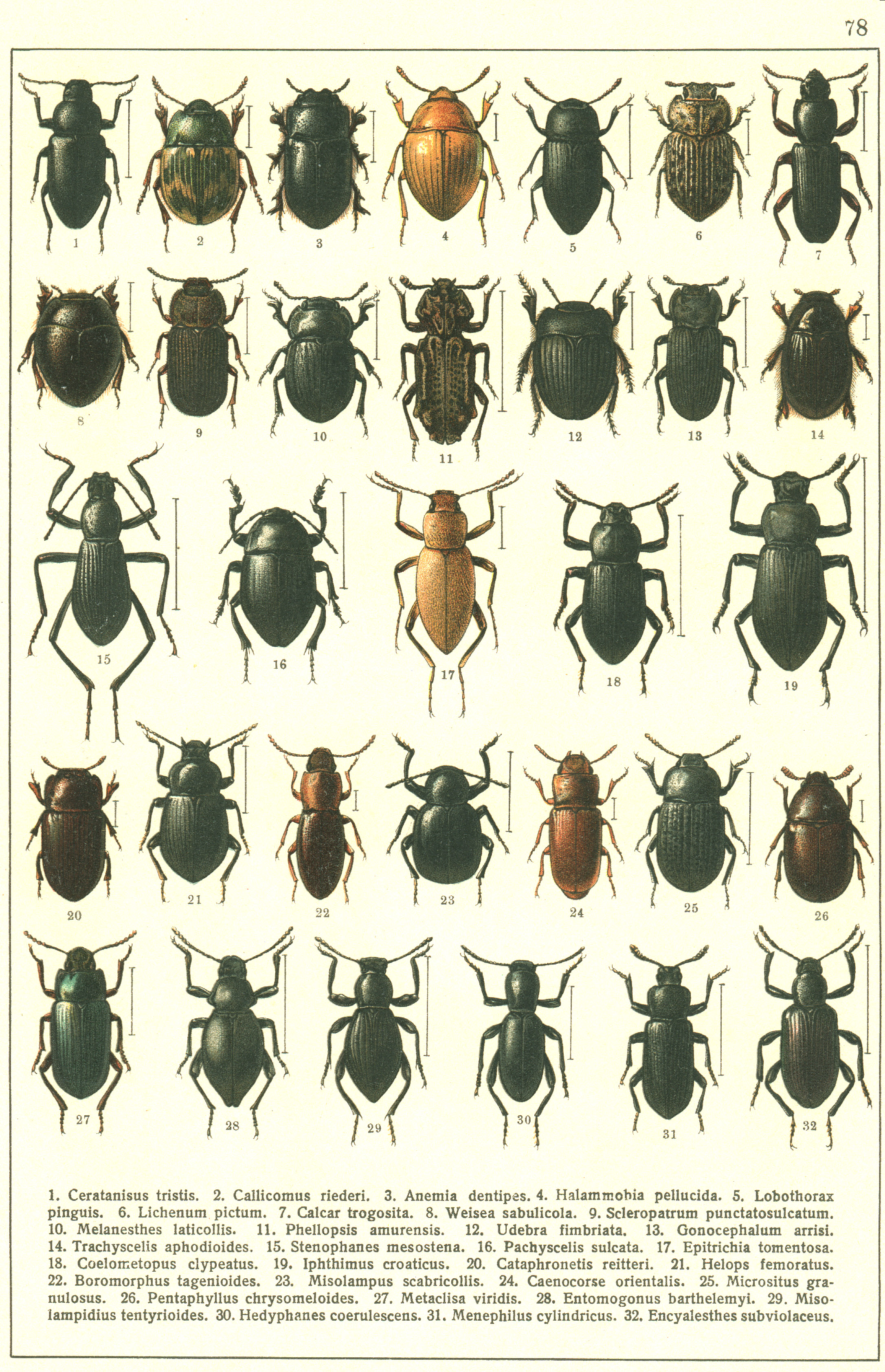
Ausschnitt aus dem Formenreichtum der Tenebrionidae.

## Publikationen Wilhelm Kühnelts
(Ausschnitte aus dem Verzeichnis mit über 200 Einträgen)
- Über den Bau des Insektenskeletts. Diss. Univ., Wien 1927 (Zool. Jbr 1928, S. 219–278).
- Biologische Beobachtungen an „Cylindrus obtusus“. In: Archiv für Molluskenkunde. 69 (1937), S. 52–56.
- Revision der Laufkäfergattungen „Patrobus“ und „Diplous“. In: Ann. Naturhist. Mus. Wien. 51 (1940): 151–192.
- Zoologische Ergebnisse einer von Professor Dr. Jan Versluys geleiteten Forschungsfahrt nach Zante. In: Verhandlungen der Zoologisch-Botanischen Gesellschaft in Wien. 88–89, Wien 1941, S. 109–214 (zobodat.at [PDF]).
- Zusammensetzung und Gliederung der Landtierwelt Kärntens. In: Carinthia II. 132 (52) (1942): 5–26
- Ein Beitrag zur Kenntnis der Bodentierwelt einiger Waldtypen Kärntens. In: Carinthia II. 137–138 (57) (1948): 165–173.
- Die Landtierwelt, mit besonderer Berücksichtigung des Lunzer Gebietes. In: E. Stepan: Das Ybbstal. Band 1 (1948): 90–154.
- Vorläufiges Verzeichnis der bisher in Oberösterreich aufgefundenen und noch zu erwartenden Orthopteren und Dermapteren. In: Natkdl. Mitt. Oberösterr. 1/2 (1949): 6–10.
- Der Kopulationsapparat der Schmetterlinge und seine Bedeutung für die Systematik. Z. Arbeitsgem. Österr. Entomol. 2 (1950): 46–48, 69–72.
- Über die Struktur der Lebensgemeinschaften des Festlandes. In: Verh. zool.-bot. Ges. Wien. 92 (1951): 56–66.
- Beiträge zur Kenntnis der Bodentierwelt Kärntens und seiner Nachbargebiete. In: Carinthia II. 143 (63) (1953): 42–74.
- Ein Beitrag zur Kenntnis tierischer Lebensformen (Lebensformen in Beziehung zur mechanischen Beschaffenheit des Aufenthaltsortes). In: Verh. zool.-bot. Ges. Wien. 93 (1953): 57–71.
- Betrachtungen zum gegenwärtigen Stand in der Biozönotik. ibid. 94 (1954): 29–39.
- Typen des Wasserhaushaltes der Tiere. In: Sbe. math.-nat.wiss. Kl. Öst. Akad. Wiss. Wien 164 (1955): 50–64.
- Gesichtspunkte zur Beurteilung der Großstadtfauna (mit besonderer Berücksichtigung der Wiener Verhältnisse). In: Öst. Zool. Z. 6 (1956): 30–54.
- Lebensformen und Entwicklungsrichtungen der Muscheln. In: Verh. zool.-bot. Ges. Wien. 96 (1956): 16–41.
- Biología del suelo. Consejo superior de investigaciones scientíficas, Madrid 1957. 280 pp.
- Die Tenebrioniden Irans. In: Sbe. math.-nat.wiss. Kl. Öst. Akad. Wiss. Wien. 166 (1957): 66–102.
- Weiß als Strukturfarbe bei Wüsten-Tenebrioniden. ibid. 104–112.
- Die Insektenwelt Österreichs in ökologischer Betrachtung. In: Verh. zool.-bot. Ges. Wien. 100 (1960): 35–64.
- Lothar Machura, Max W. P. Beier, Wilhelm Kühnelt, Wilhelm Marinelli: Zum 50jährigen Jubiläum der Zeitschrift der Wiener Entomologischen Gesellschaft. In: Z. Wr. Ent. Ges. 50 (1964): 178–180.
- Écologie générale. Masson, Paris 1969. 360 pp.
- Die wissenschaftliche Bedeutung von Insektensammlungen. Gedanken zum 25jährigen Bestehen der „Entomologischen Arbeiten aus dem Museum G. Frey“. In: Ent. Arb. Mus. G. Frey. 25 (1974): 1–3.
- Soil Biology. With Special Reference to the Animal Kingdom (3rd ed.). Faber and Faber, London 1976, 483 Seiten, ISBN 978-0-571-09741-8, ISBN 0-571-09741-3.
- Das Eindringen eines pflanzenfressenden Marienkäfers (Epilachna argus Geoffr.) in das Wiener Becken. In: Sbe. math.-nat.wiss. Kl. Öst. Akad. Wiss. Wien. 190 (1981): 161–172.
- Vorläufige Übersicht über die wechselwarme Land- und Ufertierwelt der Umgebung der biologischen Station bei Mikrolimni am Kleinen Prespasee. In: Physis (Vierteljahres-Zeitschrift der griechischen Naturschutzgesellschaft). 26 (1981): 32–39.
- Eine vermeintliche „Chrysochloa“-Art von der Sierra Nevada (Coleoptera, Chrysomelidae). In: Anz. math.-nat.wiss. Kl. Österr. Akad. Wiss. Wien. 123 (1983): 65–77.
- Rote Liste der in Österreich gefährdeten Weichtiere (Schnecken und Muscheln, Mollusken). In: Rote Listen gefährdeter Tiere Österreichs. (1983): 179–185.
- Monographie der Blattkäfergattung „Chrysochloa“. In: Sbe. math.-nat.wiss. Kl. Österr. Akad. Wiss. Wien. 193 (1984): 171–287.

| Personendaten    | Personendaten                                        |
| ---------------- | ---------------------------------------------------- |
| NAME             | Kühnelt, Wilhelm                                     |
| KURZBESCHREIBUNG | österreichischer Zoologe, Ökologe und Umweltschützer |
| GEBURTSDATUM     | 28. Juni 1905                                        |
| GEBURTSORT       | Linz                                                 |
| STERBEDATUM      | 5. April 1988                                        |
| STERBEORT        | Wien                                                 |